# پوشاک مازندرانی

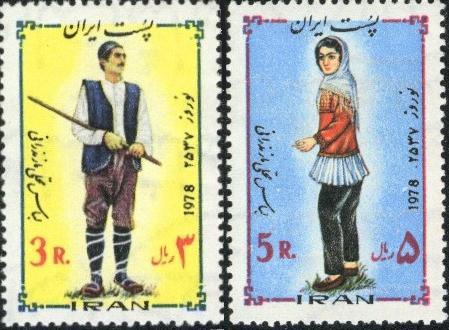
لباس زن و مرد مازندرانی بر روی یک تمبر در دورهٔ پهلوی

پوشاک مازَنْدَرانی یا پوشاک تَبَری، لباس مردمان مازندرانی را که در شمال ایران و در استان‌های مازندران، سمنان، گلستان، تهران، و البرز زندگی می‌کنند را شامل می‌شود.

## مردانه

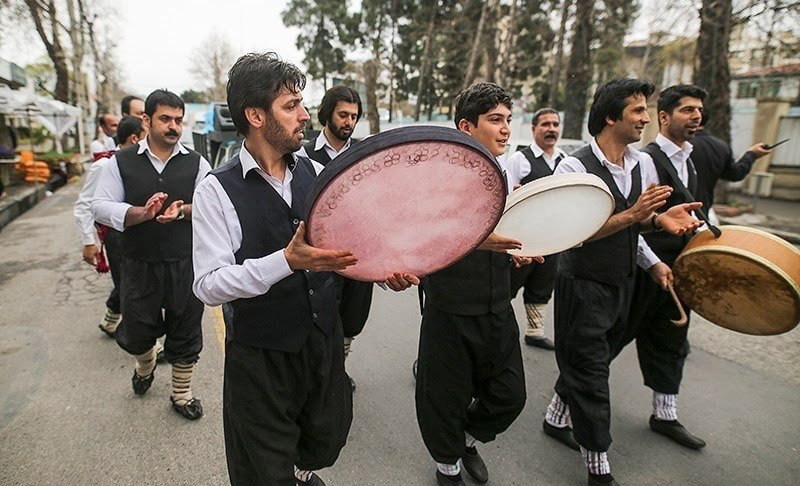
مردان مازندرانی با پوشاک مازندرانی هنگام نوروزخوانی در جشن نوروز

### پاپوش مردان
جرب
جوراب ویژه چوپان‌ها بود. انواع کران‌تری از آن نیز با عنوان‌های رنگ رشت و آق‌بانو وجود داشت. نوع دیگر آن را گردن جرب می‌گفتند. و بافت ساده و یکرنگ داشت.
کوشمردم نواحی کوهستانی گیوه به پا می‌کردند. گروهی نیز گیوه کرمانشاهی که از نخ ابریشمی با الیاف زیبا و کف چرم یا کائوچو بود، می‌پوشیدند. صندل‌های با کف نازک از چوب افرا یا ملیچ را چو کوش می‌گفتند.
شیخی کوش
کفشی از چرم و به شکل نعلین که اغلب مورداستفاده روحانیون قرار می‌گرفت.
چوموشک (یا چموشک)
نوعی کفش که کفی آن از چرم گاو و پاشنهٔ آن آهنی است و تا مچ پا را می‌پوشاند. این پاپوش در همه فصول استفاده می‌شود.
چاروق
سنتی‌ترین کفش این ناحیه که معمولاً با پاتوئه استفاده می‌شود و جنس آن از چرم و دارای بندهای بلند برای بستن دور پا است.

## زنانه
شلیته یا چرخی شلوار
دامن پرچین و کوتاهی است از جنس پارچه ابریشمی و کتان‌های ظریف یک رنگ که معمولاً دورادور لبه پایین آن را با نوار سیاه رنگی تزیین می‌کردند و به آن سیاهیک می‌گویند. در تندیس‌های به دست آمده از دورهٔ اشکانیان مجسمه زنی با شلیته‌ای بلند و پیراهنی نیمه کوتاه وجود دارد. در حال حاضر از شلیته هنگام جشن‌ها و برای رقص‌های محلی استفاده می‌شود.
تمّون، تنگه تمّون (تگ تمّونی) یا پشمبال
نوعی شلوار با الگوی ساده به رنگ تیره معمولاً از جنس پارچهٔ سنتی کرباس یا از جنس پارچه‌های تهیه شده از بازار به نام دبیت حاج اکبری است. در چین کمر تمّون به جای کش، نوار بلند کتانی یا کج استفاده می‌شود.
نیم ساق
نیم ساق هم نوعی شلوار تنگ به رنگ‌های سبز، سفید یا سرخ از جنس ابریشم یا مخمل است که آن را معمولاً دختران و زنان جوان در زیر پیراهن می‌پوشند.
جومه (جمه)
پیراهن و دامن یک سره از شانه تا زیر زانو است جنس این پیراهن معمولاً کتان یا چیت است.
نیم تنه
این جلیقه به شکل جلیقه‌های مردانه با یقه هفت یا گرد و جلو باز است و چند دکمه می‌خورد. قسمت جلویی آن از پارچه پشمی و پشت آن آستری است. گاه جلیقه را از جنس مخمل سرخ یا زرد و آراسته به سکه و پول‌های قدیمی تزیین می‌کنند در محل هزار جریب به این جلیقه سیمپوش می‌گویند.
کلیجه
کتی بلند و معمولاً از جنس مخمل رنگی همراه با یراق دوزی و سکه‌های عراقی و رضاشاهی است که در زمستان استفاده می‌شود. این کت آستین ساده بلند دارد. نوع دیگر آن با آستینی که تا روی آرنج می‌رسید به نام چکبن شناخته می‌شد.
چادر شو
چادر شب مربع شکلی را سه گوش کرده دور کمر در پشت گره می‌زنند. هنگام عروسی سر و چهره عروس را با آن می‌پوشانند. جنس چادر شب در خانواده‌های اعیان از ابریشم است و مردم عادی چادر شب‌هایی از جنس کج (ابریشم درجه ۳) یا مخلوطی از ابریشم و کج استفاده می‌کنند.
چارقد
روسری چهارگوش با رنگ روشن و گل دار از جنس وال، ململ، چیت یا ابریشم است. از رنگ روشن چارقد همراه با آرایه‌های نقره‌ای به نام سرچنگک در محل شقیقه‌ها، در جشن‌ها استفاده می‌شود.
مندیل
سربندی است از جنس کتان که آن را سه گوشه و روی چارقد استفاده می‌کنند مندل بیشتر هنگام کشاورزی و کارهای روزمره استفاده می‌شود.
سربند یا پیش‌کِتی‌بند
پارچه‌ای بلند و مستطیل شکل که زنان (معمولاً سالخورده) پس از بستن روسری به دور سر می‌بندند.
سراقوچ
نوعی کلاه زنانه است از پارچه نخی یا الگویی مشابه کلاه نوزاد که برای نگهداری گیسوان بافته شده به کار می‌رود. لبه این کلاه را چین‌کش می‌کنند.
گیس بند
بند نازکی است که آن را با رشته‌های تابیده شده از نخ برن که معمولاً سفید رنگ است تهیه می‌کنند. از گیس بند برای بستن گیسوان بافته شده استفاده می‌شود.
جوراب (جرب)
جنس آن از پشم است و در رنگ‌های تیره بافته می‌شود.
کوش
در گویش محلی به کفش می‌گویند، جنس آن از چرم دباغی شده و به رنگ‌های قهوه‌ای و مشکی بود.
گالش
بیشتر دررفت‌وآمدهای روزانه استفاده می‌شود و از جنس لاستیک سیاه و کف آن قرمز رنگ است.
چاروق
کفش مشترک مردان و زنان است. جنس این کفش از چرم گاو و گاومیش یا نمد است که کمی بزرگ‌تر از پا و لبه آن چین‌کش است.
پاتوئه
شال بلند ابریشمی است که دور پا پیچیده می‌شود و با کمک ریسمان‌های بلندی آن می‌بندند پاتوئه پاپوش گرمی است و در روزهای سرد بیشتر مورد استفاده قرار می‌گیرد.
قلدون یا گلوبند
شامل میرکا، گبری چشم بلبلی، کهربا، عقیق، یسر و یشم که به صورت اشکال هندسی و نامنظم تراشیده می‌شد.

## نگارخانه

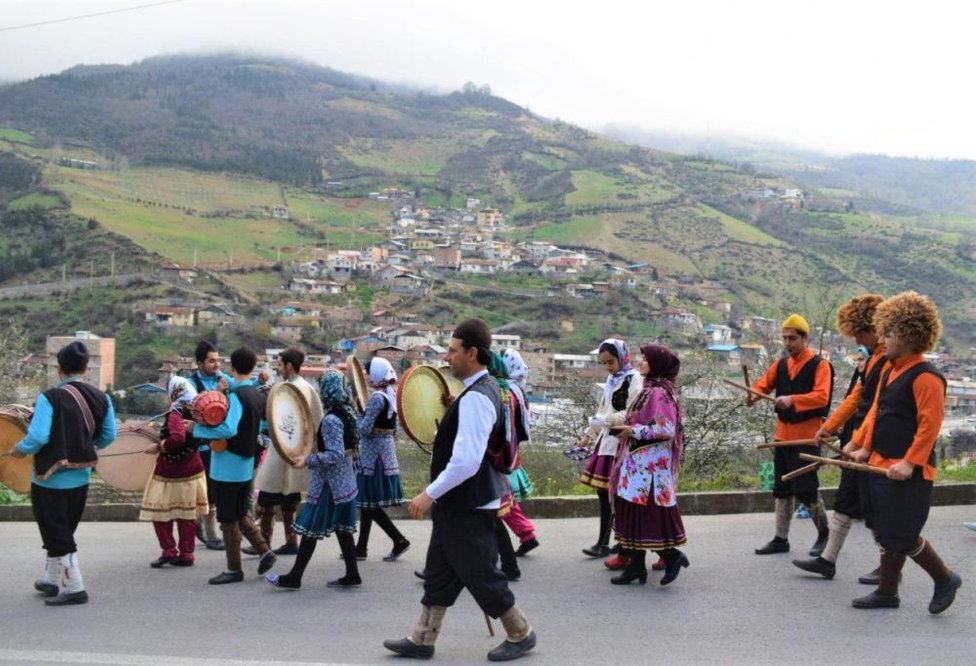
زنان و مردان مازندرانی با پوشاک مازندرانی هنگام نوروزخوانی در جشن نوروز
عبدالحسین مختاباد و سید جمال محمدی هنگام اجرای کنسرت با پوشاک مازندرانی
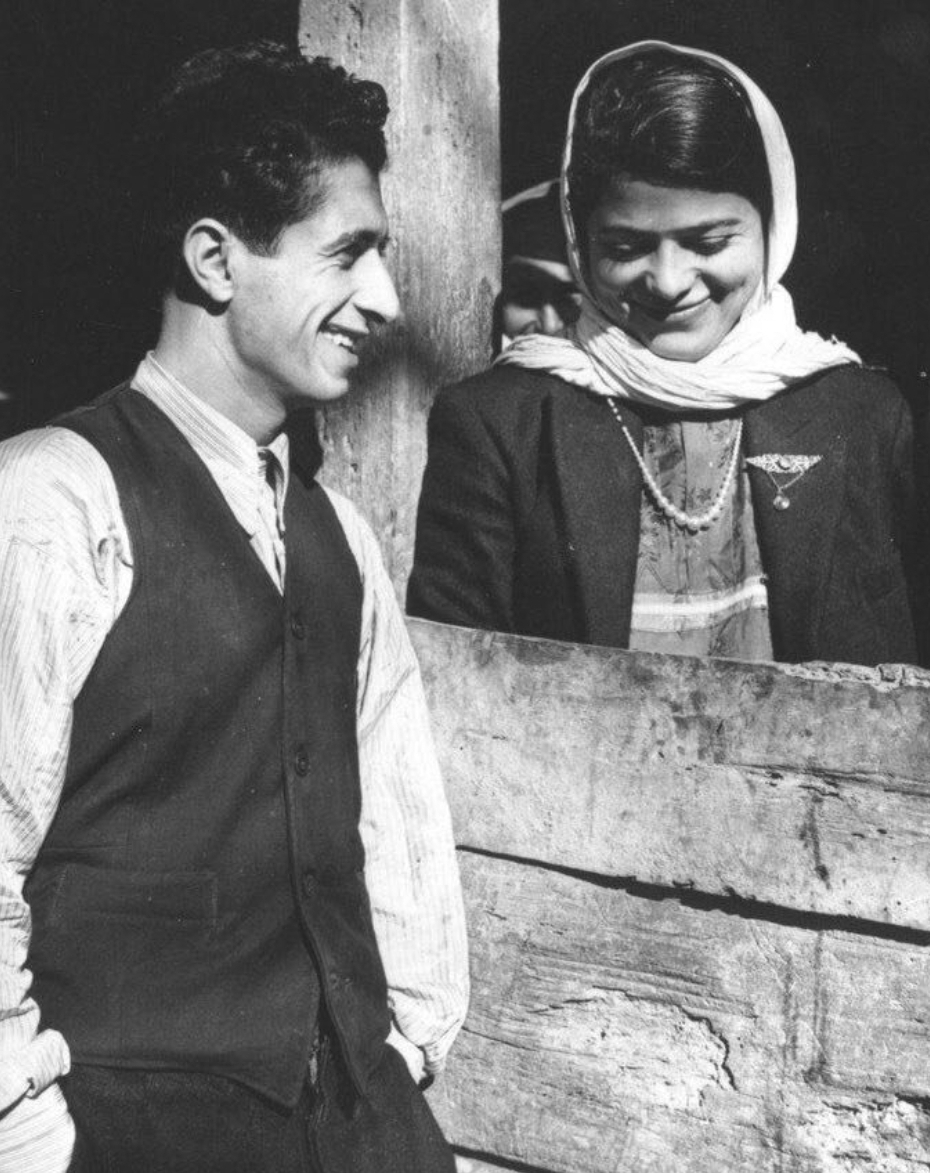